# Elen Sjakirova
Elen Rafajelovna Sjakirova (Russisch: Элен Рафаэловна Шакирова; meisjesnaam: Бунатьянц; Boenatjants) (Mary, 2 juni 1970) is een voormalig basketbalspeelster die uitkwam voor het nationale basketbalteam van de Sovjet-Unie en het Gezamenlijk team en voor Rusland. Ze werd Meester in de sport van de Sovjet Unie in 1992.

## Carrière
Sjakirova begon haar carrière bij Atis Abovjan in 1985. In 1987 verhuisde naar CSKA Moskou. Ze werd in 1989 Landskampioen van de Sovjet-Unie. In 1990 verloor ze de finale om de FIBA Women's European Champions Cup. In 1992, 1994, 1995, 1996 en 1997 werd ze Landskampioen van Rusland. Ook won ze een keer de Ronchetti Cup. Ze won de finale in 1989 van Deborah Milano uit Italië met 92-86. In 1997 ging ze spelen voor Dinamo Moskou. Met die club werd ze Landskampioen van Rusland in 1998, 1999 en 2000. In 1997 won ze de Tournoi de la Fédération met USV Olympic uit Frankrijk. In 2003 ging Sjakirova spelen voor Baltiejskaja Zvezda Sint-Petersburg. Ze won met die club de EuroCup Women in 2004 door in de finale Szolnoki MÁV Coop uit Hongarije met 68-64 te verslaan.
Met het Gezamenlijk team won Sjakirova een gouden medaille op de Olympische Spelen in 1992. Met het nationale team van Rusland won ze brons in 1995 en 1999, zilver in 2005 en goud in 1991 op de Europese Kampioenschappen.
Van 2013 tot 2015 was Sjakirova Assistent-coach onder Anatoli Mysjkin bij het nationale dames team van Rusland. In 2020 werd Sjakirova hoofdcoach bij het dames team van Dinamo Koersk. Halverwege het seizoen stapte ze op bij Dinamo. In 2021 werd ze de hoofdcoach van het mannenteam Aqtöbe BK in Kazachstan. In 2024 keerde ze terug naar Rusland en werd ze hoofdcoach van het damesteam Neftjanik Oblast Omsk.

## Erelijst
- Landskampioen Sovjet-Unie: 1
  - Winnaar: 1989
  - Tweede: 1988, 1990, 1991
- Landskampioen Rusland: 8
  - Winnaar: 1992, 1994, 1995, 1996, 1997, 1998, 1999, 2000
  - Tweede: 2005
  - Derde: 2004
- Tournoi de la Fédération: 1
  - Winnaar: 1997
- FIBA Women's European Champions Cup:
  - Runner-up: 1990
- EuroCup Women: 1
  - Winnaar: 2004
- Ronchetti Cup: 1
  - Winnaar: 1989
- Olympische Spelen: 1
  - Goud: 1992
- Europees Kampioenschap: 1
  - Goud: 1991
  - Zilver: 2005
  - Brons: 1995, 1999
- Goodwill Games:
  - Zilver: 1990

## Speler
4 Jevkova ·
5 Koeznetsova ·
6 Sjevtsjoek ·
7 Mozgovaja ·
8 Sjvajbovitsj ·
9 Tkatsjenko ·
10 Minch ·
11 Choedasjova ·
12 Soemnikova ·
13 Boenatjants ·
14 Zasoelskaja ·
15 Savitskaja ·
Coach: Gomelski
· Assistent-coach: Lill
· Assistent-coach: 
4 Jevkova ·
5 Koeznetsova ·
6 Sjevtsjoek ·
7 Mozgovaja ·
8 Sjvajbovitsj ·
9 Tkatsjenko ·
10 Minch ·
11 Choedasjova ·
12 Soemnikova ·
13 Boenatjants ·
14 Zasoelskaja ·
15 Barel ·
Coach: Gomelski
· Assistent-coach: Lill
· Assistent-coach: 
4 Zjyrko ·
5 Baranova ·
6 Sjevtsjoek ·
7 Mozgovaja ·
8 Boermistrova ·
9 Tkatsjenko ·
10 Minch ·
11 Choedasjova ·
12 Soemnikova ·
13 Boenatjants ·
14 Zasoelskaja ·
15 Zaboloejeva ·
Coach: Gomelski
· Assistent-coach: Kapranov
· Assistent-coach: 
4 Zjyrko ·
5 Baranova ·
6 Gerlits ·
7 Tornikidoe ·
8 Sjvajbovitsj ·
9 Tkatsjenko ·
10 Minch ·
11 Choedasjova ·
12 Soemnikova ·
13 Boenatjants ·
14 Zasoelskaja ·
15 Zaboloejeva ·
Coach: Gomelski
· Assistent-coach: Kapranov
· Assistent-coach: 
4 Baranova ·
5 Koeznetsova ·
6 Marilova ·
7 Kardakova ·
8 Boermistrova ·
9 Tsjerkasjeva ·
10 Psjikova ·
11 Michajlova ·
12 Sjoenejkina ·
13 Sjakirova ·
14 Zaboloejeva ·
15 Chodakova ·
Coach: Mysjkin
· Assistent-coach: Koloskov
· Assistent-coach: 
4 Jevkova ·
5 Fomenko ·
6 Roetkovskaja  ·
7 Marilova ·
8 Baranova ·
9 Svinoechova ·
10 Psjikova ·
11 Mozgovaja ·
13 Sjakirova ·
14 Antipova ·
15 Boermistrova ·
Coach: Groedin
· Assistent-coach: 
· Assistent-coach: 
4 Nikonova ·
5 Latysjeva ·
6 Roetkovskaja  ·
7 Marilova ·
8 Baranova ·
9 Svinoechova ·
10 Keller ·
11 Mozgovaja ·
12 Soemnikova ·
13 Sjakirova ·
14 Larina ·
15 Boermistrova ·
Coach: Groedin
· Assistent-coach: 
· Assistent-coach: 
4 Nikonova ·
5 Konovalova ·
6 Roetkovskaja  ·
7 Stepanova ·
8 Baranova ·
9 Svinoechova ·
10 Koeznetsova ·
12 Soemnikova ·
13 Sjakirova ·
14 Psjikova ·
15 Zaboloejeva ·
Coach: Kapranov
· Assistent-coach: Groedin
· Assistent-coach: 
4 Nikonova ·
5 Kalmykova ·
6 Roetkovskaja  ·
7 Abrosimova ·
8 Baranova ·
9 Skopa ·
10 Choedasjova ·
11 Stepanova ·
12 Soemnikova ·
13 Sjakirova ·
14 Zasoelskaja ·
15 Zaboloejeva ·
Coach: Gomelski
· Assistent-coach: Kapranov
· Assistent-coach: 
4 Nikonova ·
5 Psjikova ·
6 Roetkovskaja  ·
7 Artesjina ·
8 Abrosimova ·
9 Skopa ·
10 Choedasjova ·
11 Stepanova ·
12 Soemnikova ·
13 Sjakirova ·
14 Zasoelskaja ·
15 Archipova ·
Coach: Gomelski
· Assistent-coach: 
· Assistent-coach: 
4 Artesjina ·
5 Rachmatoelina ·
6 Abrosimova ·
7 Firsova ·
8 Karpoenina ·
9 Sjtsjegoleva ·
10 Korstin ·
11 Stepanova  ·
12 Sokolovskaja ·
13 Sjakirova ·
14 Koezina ·
15 Karpova ·
Coach: Groedin
· Assistent-coach: 
· Assistent-coach: 

## Assistent-coach
4 Namok ·
5 Beljakova  ·
6 Logoenova ·
7 Koezina ·
8 Kirillova ·
9 Beglova ·
10 Prince ·
11 Vieru ·
12 Osipova ·
13 Sapova ·
14 Tichonenko ·
15 Vadejeva ·
Coach: Mysjkin
· Assistent-coach: Sjakirova
· Assistent-coach: Artemjev